# District de Kaushambi
Le district de Kaushambi (en hindi : कौशाम्बी ज़िला, en ourdou : کوشامبی ضلع) est l'un des districts de la division d'Allāhābād dans l'État de l'Uttar Pradesh en Inde.

## Description
Sa capitale est la ville de Manjhanpur. 
La superficie est de 1 779 km2 et la population était en 2011 de 1 599 596 habitants.
Le taux d'alphabétisation est de 63,69%.